# Фернандо Соланас
Фернандо Пино Соланас (на испански: Fernando Solanas) е сред най-изтъкнатите съвременни аржентински режисьори. Негова е култовата лента „Юг“ (Sur) с музиката на Астор Пиацола.

## Филмография
- La hora de los Hornos [1968] (Часът на пещите)
- Los hijos de Fierro [1975] (Синовете на Фиеро)
- Tangos, el exilio de Gardel [1985] (Танга, изгнанието на Гардел)
- Sur [1988] (Юг)
- El viaje [1991] (Пътешествието)
- La nube [1998] (Облакът)
- Memoria del saqueo [2004] (Спомен за опустошението)
- La Dignidad de los Nadies [2005] (Достойнството на незначителните)